# Frères Plumier
Pour les articles homonymes, voir Plumier.

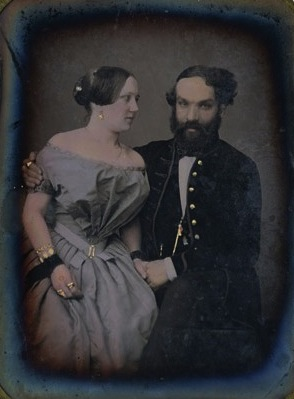
Alphonse Plumier, Modeste Moussorgski et une amie, daguerréotype, vers 1857-1858.

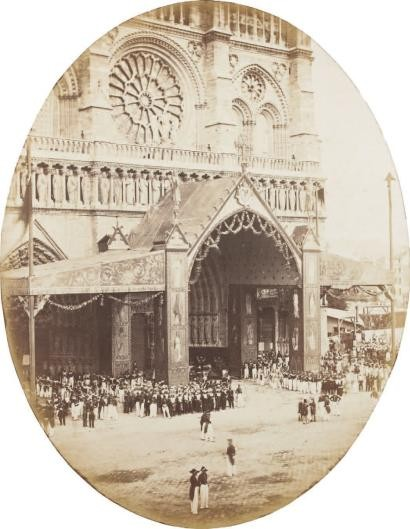
Friedrich von Martens et Victor Plumier, Baptême du prince impérial à Notre-Dame de Paris en 1856.

Alphonse et Victor Plumier sont des pionniers belges de la photographie.
Fils d’un distillateur qui fut échevin de la ville de Liège, nés respectivement en 1818 et 1821, ils ont réalisé une œuvre photographique tellement semblable l'une à l'autre que les critiques sont en peine de distinguer le travail de l'un et de l'autre lorsque les épreuves ne donnent pas d'indication de nom ou d'adresse.
Débutant à Paris, dès avant 1843, ils ont travaillé de concert sous l'appellation « Alphonse Plumier & Cie », et indépendamment l'un de l'autre, signant alors leurs photographies « Alphonse Plumier » et « Victor Plumier ».

## Alphonse Plumier
Guillaume Alphonse Plumier, dit Alphonse Plumier (Liège, 9 juillet 1818 - Liège, 10 mai 1877, se forme au daguerréotype chez Charles Chevalier à Paris et, dès avant 1843, s'installe au no 36 de la rue Vivienne où le rejoint son frère cadet Victor. Si celui-ci reste à Paris et y gère leurs affaires communes, Alphonse rentre à Liège en 1843 pour mener sa carrière de photographe.
Il s'installe à l'actuel no 13 de la rue Basse-Sauvenière, dans un quartier alors peuplé de riches bourgeois et qui longe l'ancien canal de la Sauvenière. Il déménage au no 18 en 1850.
Associé, de janvier 1844 à octobre 1845, avec Félix Weitelsbach (ou Wittelbach), il travaille dans un cabinet vitré dépendant de l'armurier Étienne Lassence, place du Spectacle. Il ouvre un atelier temporaire, en 1844, à l'Hôtel des Pays-Bas de Spa.
En 1849, il ouvre un studio à Bruxelles, dans le Quartier de la Cour (rue Montagne de la Cour n° 69bis). L'année suivante et jusqu'en 1856, il s'installe dans la Galerie de la Reine (no 23 ou 28). Ses miniatures photographiques valent de 5 à 25 francs. Son portrait du ministre Jules Van Praet est colorié à la main mais Alphonse fait aussi des photos sur papier selon l'étiquette apposée au verso.
Parallèlement, en 1853, il a ouvert un atelier à Anvers et l'a confié à Joseph Dupont.

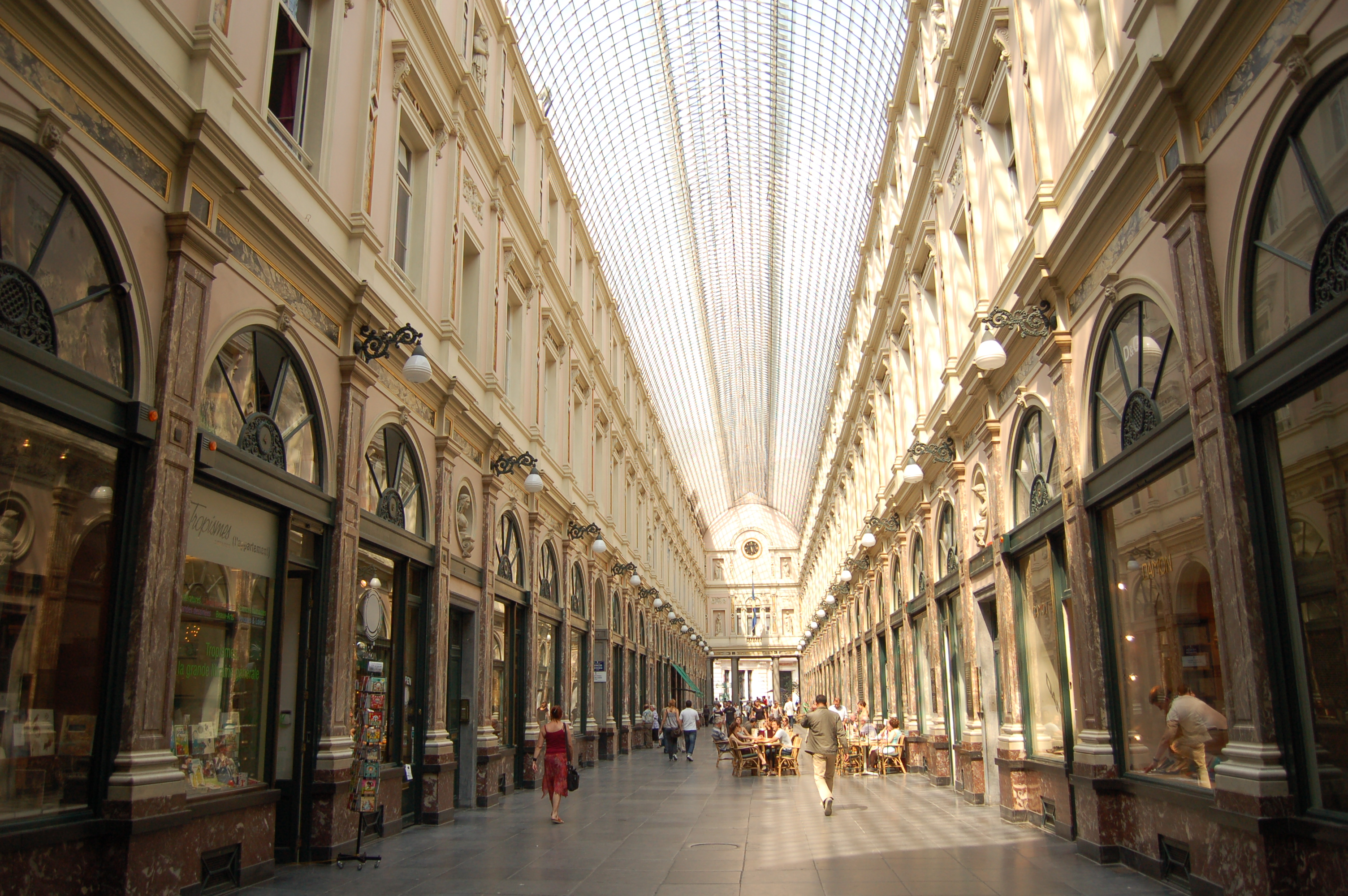
Galerie du Roi, à Bruxelles

De 1856 à 1862, associé à J. Nysten, il exploite deux studios à Bruxelles, au 27 de la Galerie du Roi et au 57 de la rue de l'Écuyer, toute proche du Théâtre de la Monnaie. Les associés sont durs en affaires, allant jusqu'à interdire par contrat à un employé d'exercer, sa vie durant, le métier de photographe en Belgique ; cela provoque un procès que l'employé gagne, les tribunaux estimant que la location d'un ouvrage à vie est contraire à l'ordre public.
Alphonse Plumier réalise des daguerréotypes noirs ou coloriés sur métal ou des calotypes sur papier, opérant « par tous les temps ». Il vend des appareils daguerriens, des plaques, des produits photographiques, des passepartouts et des encadrements.
Il s'est fait une spécialité du « portrait après décès à domicile » et réalise, en avril 1852, celui post mortem de l'évêque de Liège Cornelius Richard Anton van Bommel. L'une des épreuves est reproduite en lithographie en 60 000 exemplaires, et distribué aux enfants des écoles du diocèse. Au mois d'aout 1853, Alphonse photographie la visite du roi Léopold Ier à Liège.
De 1854 à 1856, il assure dans ses magasins de Liège, Bruxelles et Anvers, le dépôt général pour la Belgique des photographies produites par l'« imprimerie photographique » de Louis Désiré Blanquart-Evrard. Il est aussi le correspondant belge du périodique français La Lumière.
Dès 1843, il a participé à des expositions photographiques. Celle de 1855, à Paris, lui vaut une mention honorable (il est le seul Belge à obtenir quelque chose), celle d'Amsterdam une médaille de bronze.
Il a déposé le 3 décembre 1849 un brevet pour « un nouveau procédé photographique » utilisant des vapeurs d'ammoniaque pour sensibiliser les plaques daguerriennes. Le 12 juillet 1855, il dépose un autre brevet pour un procédé permettant d'obtenir, par l'emploi de glace collodionnée, des portraits et dessins photographiques de toute grandeur. Le développement de ce procédé fait l'objet d'un brevet complémentaire le 3 décembre 1857. La mode du temps étant plutôt à la miniature, le fait de photographier en « grandeur nature » ne peut qu'attirer l'attention et provoque un commentaire éloquent du peintre Antoine Wiertz :

« M. Plumier, notre habile photographe, un de ces hommes de la race des esprits chercheurs qui honorent quelquefois leur pays par quelque découverte, M. Plumier vient d'inventer le moyen de produire des dessins photographiques représentant des objets grands comme nature ! De plus, le moyen nouveau est tel qu'il peut à volonté reproduire dans toutes les dimensions imaginables… Intelligence humaine, marche toujours ! va, marche ! »

La mode étant au portrait-carte de visite, il en réalise à partir de septembre 1859, les estampillant d'abord du seul timbre sec « A. Plumier », puis en 1860 du timbre « Photographe breveté du Roi et de S. A. R. le Prince de Saxe-Cobourg-Gotha ». Le portrait du capitaine des carabiniers François Dering, qu'il photographie en uniforme en 1859, reste la plus ancienne photo carte de visite conservée en Belgique, au Musée royal de l'armée et de l'histoire militaire.
Vers 1860, il réalise le daguerréotype colorié d'un couple dont il est communément admis que l'homme pourrait être Modeste Moussorgski.
Sa collection de près de 200 tableaux passe en vente publique à Bruxelles, en octobre 1872.
Il meurt en 1877. Son atelier de Liège, géré par sa veuve, Jeanne-Émilie Monseur, reste ouvert puis est repris par l'époux de leur fille, Léon Dorée, dit Léon Dorée-Plumier.

## Victor Plumier
Pierre Victor Plumier, dit Victor Plumier (Liège, 3 aout 1821 - Liège, 13 avril 1895), va être considéré comme l’un des portraitistes les plus respectés de Paris.
Il travaille le daguerréotype et va continuer à en produire jusqu'en 1860 alors même que la photographie sur papier a pris la première place. Il invente d'ailleurs un « polissoir à bascule propre à polir les plaques de daguerréotype ».
Mais il utilise aussi d'autres techniques comme l'héliographie sur métal et la qualité de son travail dans ce domaine est reconnue en 1849 par une citation favorable à l'Exposition des Produits de l’Industrie de Paris. Cette exposition est la première à accorder une place à la photographie et Millet, Eduard Vaillat, Jean-Baptiste Sabatier-Blot, Derussy et les frères Bisson, outre Plumier, y présentent des œuvres.
Il utilise les méthodes de Choiselat, Ratel, fabrique ses plaques argentées par les procédés électrochimiques de Ruolz et Elkington et invente, en 1852, un procédé pour la fixation des épreuves par dissolution d’hyposulfite dans de l’eau à laquelle on ajoute alcool et acide acétique.
En 1852 aussi, Victor Plumier est l'un des premiers en France, et avant Disdéri, à expérimenter les différents collodions anglais. Il réalise la photographie d'Abel Niépce de Saint-Victor avec celui de Horne et Cie. La photo, non retouchée, est fort appréciée : « Cette fois ce n’est pas la VÉRITÉ MORTE, mais L’ART VIVANT ! » et l'une des épreuves positives est présentée à l’exposition photographique d’Amsterdam en 1858. C'est ce portrait qui orne Les Recherches photographiques et le Traité de gravure d'Abel Niépce de Saint-Victor.
Les relations entre Plumier et Niépce de Saint-Victor sont manifestement suivies ; c'est Victor qui réalise aussi les épreuves de couleur rouge, verte, violette et bleue que Niépce présente à l’Académie des Sciences en avril 1859 pour présenter un nouveau procédé de son invention. On les retrouve aussi tous deux lors d'une réunion organisée par Ernest Lacan, et à laquelle assistent Baldus, Le Gray, Le Secq, Nègre, Ziegler, et François-Auguste Renard.
Si Victor Plumier a photographié énormément d'artistes et rassemblé les plus belles épreuves dans un album dès 1854, il a aussi capté les grandes scènes populaires : « Tantôt un amateur, comme M. le Baron Gros, tantôt des artistes, comme MM. Plumier, Bertsch, le Gray, Millet et Disdéri, se sont chargés de fixer sur la plaque d'argent ou sur le papier ces scènes grandioses et fugitives, où tout un peuple est en mouvement et dont la photographie seule peut rendre l’aspect indéfinissable ».
Il réalise une superbe opération en étant le seul – et bien qu'il n'ait pas de position officielle – à photographier, le 14 juin 1856, le baptême du Prince impérial Napoléon Eugène Louis Jean Joseph Bonaparte, à l'intérieur Notre-Dame de Paris - Pierre-Louis Pierson, Charles Marville et les frères Mayer ne photographiant que le parvis de la cathédrale. Ses prises de vues, sur grandes plaques, captent l’arrivée des équipages au porche de l'église et la foule, mais aussi tout l’entourage de l’empereur et de l’impératrice, les membres de la Cour, les invités, la garde nationale, la garde parisienne et le décor des voutes gothiques.
On sait peu de chose sur sa vie privée, seulement qu'il s'est marié et qu'il a eu une fille devenue elle-même photographe. Après 1865, il est installé impasse de la Pointe à Neuilly. En mars 1869, il est rentré en Belgique et domicilié à Comblain-au-Pont. Il y habite encore en 1878, année où la fille d’Alphonse et Léon Dorée le choisissent comme témoin de leur mariage. Il décède la même année.